# Majskij (rejon czeriepanowski)
Majskij (ros. Майский) – osiedle w Rosji, w obwodzie nowosybirskim, w rejonie czeriepanowskim. W 2010 liczyło 1072 mieszkańców.